# Lukáš Hodboď
Lukáš Hodboď (né le 2 mars 1996 à Nymburk) est un athlète tchèque, spécialiste du 800 m.

## Carrière
Lors des Championnats d’Europe 2018, où il bat son record personnel en 1 min 46 s 50 le	9 août 2018, il est finaliste sur sa distance après avoir été champion national la même année.

## Vie privée
Le 24 septembre 2020, son frère cadet Ondřej Hodboď, athlète ayant participé aux Championnats d'Europe jeunesse et aux Jeux olympiques de la jeunesse de 2018, se suicide à l'âge de 19 ans.

## Palmarès
| Date | Compétition           | Lieu   | Résultat | Epreuve   | Temps         |
| ---- | --------------------- | ------ | -------- | --------- | ------------- |
| 2017 | Universiade           | Taipei | 3e       | 4 x 400 m | 3 min 8 s 14  |
| 2018 | Championnats d'Europe | Berlin | 8e       | 800 m     | 1 min 46 s 60 |
| 2019 | Universiade           | Naples | 3e       | 800 m     | 1 min 47 s 97 |
| 2019 | Universiade           | Naples | 5e       | 4 x 400 m | 3 min 6 s 78  |

## Records
| Épreuve | Épreuve   | Temps         | Lieu    | Date            |
| ------- | --------- | ------------- | ------- | --------------- |
| 800 m   | Plein air | 1 min 46 s 50 | Berlin  | 9 août 2018     |
| 800 m   | En salle  | 1 min 48 s 35 | Ostrava | 12 février 2019 |